# Sládkovičovo
Sládkovičovo (do roku 1948 Diosek, německy Diosek, maďarsky Diószeg) je město v okrese Galanta na západním Slovensku, v Trnavském kraji. Žije v něm přibližně 5 400 obyvatel.

## Historie

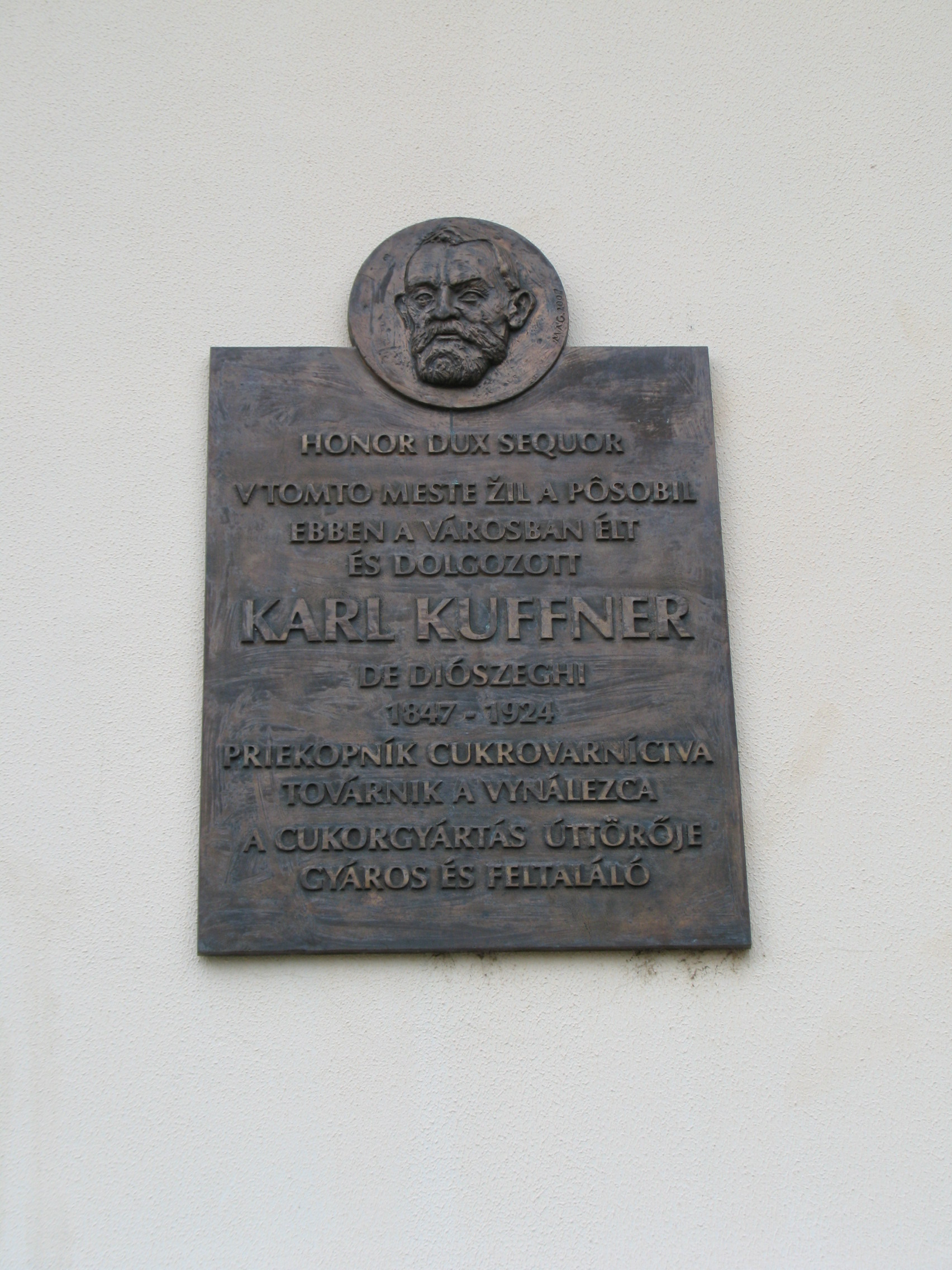
Pamětní deska Karla Kuffnera

První písemná zmínka o Sládkovičovu pochází z roku 1252. Maďarský název Diószeg znamená „ořechový les“. Roku 1582 byla obec povýšena na město. Za vlády Josefa II. se ve městě usazovali němečtí kolonisté. Ekonomika města byla založená na zemědělství a potravinářském průmyslu, od roku 1868 zde existoval velký cukrovar. Zakladatel cukrovaru Karel Kuffner, také známý jako baron Károly de Diószegh Kuffner (1847–1924) byl sběratel uměleckých děl. Do Trianonské smlouvy bylo město součástí Uherska, poté bylo součástí Československa. V důsledku první vídeňské arbitráže byl v letech 1938 až 1945 Veľký Diosek (3 578 obyvatel)  a Malý Diosek (887 obyvatel) součástí Maďarska. V letech 1945 až 1992 bylo město opět součástí Čskoslovenska. V roce 1948 dostalo město nový název podle spisovatele Andreje Sládkoviče.

## Přírodní poměry
Město se nachází v Podunajské nížině, devět kilometrů od Galanty, 23 kilometrů od Trnavy a přibližně 45 kilometrů od Bratislavy. Ve správním území města leží přírodní rezervace Sládkovičovská duna a chráněný areál Sládkovičovský park.

## Obyvatelstvo
Podle sčítání z roku 2011 tvoří ve Sládkovičově Slováci 64,32 % obyvatel, Maďaři 31,70 % a ostatní 3,98%. K římskokatolické církvi se hlásí 58,04% obyvatel, 19,99% je bez vyznání.

## Školství
Ve městě sídlí soukromá Vysoká škola Danubius, která má tři fakulty: Fakulta práva Janka Jesenského, Fakulta veřejné politiky a veřejné správy a Fakulta sociálních studií. Na právnické fakultě získal v roce 2010 doktorát Michal Hašek. V září 2015 odebralo Ministerstvo školství, vědy, výzkumu a sportu Slovenské republiky škole ve Sládkovičově akreditaci pro doktorský studijní program.

## Pamětihodnosti
Ve městě se nachází římskokatolický kostel Nanebevzetí Panny Marie ze 17. století, který byl do stávající podoby přestavěn roku 1926. Na řece Dudváh fungoval mlýn, později adaptovaný na vodní elektrárnu s turbínou. Dalšími kulturními památkami ve městě jsou:
- Zámek
- Mauzóleum Kuffnerů
- Kufnnerovský cukrovar
- Parní mlýn
- Barokní sýpka

## Osobnosti
- Július Lörincz, malíř a politik